# Campeonato Asiático de Atletismo Júnior de 2006
A 12ª edição do Campeonato Asiático de Atletismo Júnior foi o evento esportivo organizado pela Associação Asiática de Atletismo (AAA) para atletas com até 20 anos classificados como Júnior. O evento foi sediado em Macau, na China, no período de  15 de julho a 18 de julho de 2006. Foram disputadas 43 provas entre masculino e feminino. 

## Medalhistas

### Masculino
| Evento                      | Ouro                                                                                    | Ouro          | Prata                                                                                                 | Prata    | Bronze                                                                                | Bronze   |
| --------------------------- | --------------------------------------------------------------------------------------- | ------------- | --- | -------- | ------------------------------------------------------------------------------------- | -------- |
| 100 metros                  | Liang Jiahong · China                                                                   | 10.32         | Taweesak Pooltong · Tailândia                                                                         | 10.51    | Takafumi Kumamoto · Japão                                                             | 10.57    |
| 200 metros                  | Abdullah Al-Sooli Omã                                                                   | 21.44         | Mohamed Al-Rawahi Omã                                                                                 | 21.58    | Liu Xiongwei · China                                                                  | 21.78    |
| 400 metros                  | Mohamed Al-Rawahi Omã                                                                   | 47.40         | Reza Bouazar Irão                                                                                     | 47.57    | Mitsuhiro Abiko · Japão                                                               | 47.83    |
| 800 metros                  | Masato Yokota · Japão                                                                   | 1:51.34       | Ali Al-Deraan · Arábia Saudita                                                                        | 1:53.03  | Sajeesh Joseph · Índia                                                                | 1:53.36  |
| 1.500 metros                | Thamer Kamal Ali · Catar                                                                | 3:49.74       | Daiki Sato · Japão                                                                                    | 3:50.89  | Mohammad Saleh Rostami Irão                                                           | 3:55.07  |
| 5.000 metros                | Saad Salem Malek · Catar                                                                | 14:29.65      | Saleh Bakheet · Barém                                                                                 | 14:30.97 | Naser Jamal Naser · Catar                                                             | 14:32.79 |
| 10.000 metros               | Mohamed Abduh Bakhet · Catar                                                            | 30:25.03      | Ali Al-Amri · Arábia Saudita                                                                          | 30:25.03 | Naser Jamal Naser · Catar                                                             | 30:33.62 |
| 110 metros com barreiras    | Huang Hao · China                                                                       | 13.64         | Rayzam Wan Sofian · Malásia                                                                           | 13.84    | Yan Xu · China                                                                        | 13.99    |
| 400 metros com barreiras    | Bandar Yahya Al-Sharahili · Arábia Saudita                                              | 51.23         | Mohamed Daak · Arábia Saudita                                                                         | 51.99    | Junya Imai · Japão                                                                    | 52.02    |
| 3.000 metros com obstáculos | Ali Al-Amri · Arábia Saudita                                                            | 8:42.94       | Thamer Kamal Ali · Catar                                                                              | 8:43.09  | Saad Salem Malek · Catar                                                              | 8:57.86  |
| Revezamento 4 x 100 metros  | Tailândia · Srimunta Montree · Taweesak Pooltong · Tawarit Chantaphan · Pratan Parueang | 40.30         | Omã Mohamed Al-Kasbi Ahmed Nasser Al-Waheibi Abdullah Al-Sooli Mohamed Al-Rawahi                      | 40.56    | Taipé Chinesa · Liang Tse-Ching · Yi Wei-Chen · Ho Hsien-Tsung · Lin Pao-Tung         | 40.67    |
| Revezamento 4 x 400 metros  | Japão · Mitsuhiro Abiko · Akihiro Katsumata · Masato Yokota · Yuzo Kanemaru             | 3:10.09       | Arábia Saudita · Yonas Al-Hosah · Mohamed Ali Al-Bishi · Bandar Yahya Al-Sharahili · Ismail Al-Sabani | 3:11.46  | Tailândia · Yotsanee Chanwit · Nanin Chaiwut · Wuttichai Nhuanktang · Teerwet Tawanba | 3:13.51  |
| Marcha atlética 10 km       | Bai Xuejin · China                                                                      | 43:48.91      | Hiroyuki Hirano · Japão                                                                               | 45:43.66 | Yusuke Suzuki · Japão                                                                 | 47:06.99 |
| Salto em altura             | Huang Haiqiang · China                                                                  | 2.20 m        | Torlarp Sudjanta · Tailândia                                                                          | 2.18 m   | Vitaliy Tsykunov · Cazaquistão                                                        | 2.16 m   |
| Salto com vara              | Yang Yansheng · China                                                                   | 5.30 m {{CR]} | Takafumi Suzuki · Japão                                                                               | 5.20 m   | Junya Nagata · Japão                                                                  | 5.10 m   |
| Salto em comprimento        | Zhang Xiaoyi · China                                                                    | 7.78 m        | Noriyoki Sakurai · Japão                                                                              | 7.62 m   | Mohammad Arzandeh Irão                                                                | 7.59 m   |
| Salto triplo                | Mohamed Yusuf Salman · Barém                                                            | 16.42 m       | Varunyoo Kongnil · Tailândia                                                                          | 15.82 m  | Nguyen Manh Hieu · Vietname                                                           | 15.68 m  |
| Arremesso de peso           | Wang Like · China                                                                       | 20.17 m       | Sourabh Vij · Índia                                                                                   | 19.62 m  | Meshari Mohammad · Kuwait                                                             | 19.60 m  |
| Arremesso de disco          | Mahmoud Samimi Irão                                                                     | 61.52 m       | Zhang Qun · China                                                                                     | 55.60 m  | Dong Hao · China                                                                      | 54.29 m  |
| Lançamento do martelo       | Wang Yong · China                                                                       | 71.66 m       | Zhou Heng · China                                                                                     | 68.66 m  | Reza Moghaddam Irão                                                                   | 64.51 m  |
| Lançamento do dardo         | Li Yu · China                                                                           | 74.93 m       | Chen Yu-Wen · Taipé Chinesa                                                                           | 71.29 m  | Wang Qingbo · China                                                                   | 69.36 m  |
| Decatlo                     | Zhu Hengjun · China                                                                     | 7316 pts      | Liao Shu-Chien · Taipé Chinesa                                                                        | 6808 pts | Mohamed Al-Qaree · Arábia Saudita                                                     | 6564 pts |

### Feminino
| Evento                     | Ouro                                                     | Ouro     | Prata                                                                                  | Prata    | Bronze                                                                               | Bronze   |
| -------------------------- | -------------------------------------------------------- | -------- | -------------------------------------------------------------------------------------- | -------- | ------------------------------------------------------------------------------------ | -------- |
| 100 metros                 | Nao Okabe · Japão                                        | 11.76    | Wang Yaqi · China                                                                      | 11.84    | Ayaka Takeuchi · Japão                                                               | 12.03    |
| 200 metros                 | Chen Jue · China                                         | 24.19    | Ghofran Al-Mouhmad Síria                                                               | 24.45    | Kunya Harnthong · Tailândia                                                          | 24.74    |
| 400 metros                 | Li Xueji · China                                         | 53.43    | Chen Cuiyu · China                                                                     | 54.80    | Irina Zudikhina · Uzbequistão                                                        | 55.72    |
| 800 metros                 | Tong Xiaomei · China                                     | 2:08.10  | Kieko Shinada · Japão                                                                  | 2:09.70  | Jhuma Khatun · Índia                                                                 | 2:09.95  |
| 1.500 metros               | Akane Ota · Japão                                        | 4:30.16  | Liu Fang · China                                                                       | 4:30.17  | Aki Matsunaga · Japão                                                                | 4:31.09  |
| 3.000 metros               | Mio Fukahori · Japão                                     | 9:30.59  | Kazue Kojima · Japão                                                                   | 9:30.62  | Kim Jong-Hyang · Coreia do Norte                                                     | 9:30.79  |
| 5.000 metros               | Nami Matsuda · Japão                                     | 16:10.95 | Kareema Saleh Jasim · Barém                                                            | 16:24.28 | Kim Jong-Hyang · Coreia do Norte                                                     | 16:49.86 |
| 100 metros com barreiras   | Zhang Hongpei · China                                    | 14.09    | Natalya Asanova · Uzbequistão                                                          | 14.24    | Azizah Ibrahim · Malásia                                                             | 14.59    |
| 400 metros com barreiras   | Ghofran Al-Mouhmad Síria                                 | 57.66    | Chen Yumei · China                                                                     | 59.52    | Li Ling · China                                                                      | 60.34    |
| Revezamento 4 x 100 metros | China · Tao Yujia · Liang Qiuping · Wang Yaqi · Chen Jue | 44.95    | Japão · Ayaka Takeuchi · Nao Okabe · Yuka Nagakura · Miyako Kumasaka                   | 45.66    | Tailândia · Jitladda Kunkaew · Sintara Seangdee · Ketsiri Wongchai · Kunya Harnthong | 46.49    |
| Revezamento 4 x 400 metros | China · Chen Yumei · Li Ling · Chen Cuiyu · Li Xueji     | 3:40.37  | Tailândia · Karat Srimuang · Treewadee Yongphan · Krittaporn Pengsut · Kunya Harnthong | 3:44.61  | Índia · Mandeep Kaur · Sini Jose · Anu Mariam Jose · Machettira Poovamma             | 3:45.36  |
| Marcha atlética 10 km      | Li Cui · China                                           | 49:28.11 | Chai Xue · China                                                                       | 49:28.45 | Fumika Kiryu · Japão                                                                 | 50:08.14 |
| Salto em altura            | Svetlana Radzivil · Uzbequistão                          | 1.90 m   | Yekaterina Yevseyeva · Cazaquistão                                                     | 1.88 m   | Nadiya Dusanova · Uzbequistão                                                        | 1.84 m   |
| Salto com vara             | Zhang Yingning · China                                   | 4.20 m = | Noor Akma Abdul Fatah · Malásia                                                        | 3.40 m   | Ruchi Tewari · Índia                                                                 | 3.00 m   |
| Salto em comprimento       | Aleksandra Kotlyarova · Uzbequistão                      | 6.02 m   | Hitomi Nakano · Japão                                                                  | 5.94 m   | Rima Taha · Jordânia                                                                 | 5.92 m   |
| Salto triplo               | Anna Bondarenko · Cazaquistão                            | 13.18 m  | Tao Yujia · China                                                                      | 13.07 m  | Irina Litvinenko · Cazaquistão                                                       | 13.03 m  |
| Arremesso de peso          | Li Li · China                                            | 16.78 m  | Oksana Kot · Uzbequistão                                                               | 14.94 m  | Izumi Yoshida · Japão                                                                | 14.35 m  |
| Arremesso de disco         | Tan Jian · China                                         | 55.74 m  | Wang Bin · China                                                                       | 55.41 m  | Narumi Ejima · Japão                                                                 | 48.20 m  |
| Lançamento do martelo      | Wang Zheng · China                                       | 60.16 m  | Wang Yang · China                                                                      | 59.33 m  | Galina Mityaeva · Tajiquistão                                                        | 52.55 m  |
| Lançamento do dardo        | Zhu Jingya · China                                       | 55.54 m  | Zhang Ying · China                                                                     | 55.14 m  | Momoko Matsumoto · Japão                                                             | 53.19 m  |
| Heptatlo                   | Wei Xiaobin · China                                      | 4968 pts | Olga Lapina · Cazaquistão                                                              | 4882 pts | Anastasya Kudinova · Cazaquistão                                                     | 4734 pts |

## Quadro de medalhas
| Ordem | País            | Ouro | Prata | Bronze |     |
| 1     | China           | 23   | 11    | 5      | 39  |
| 2     | Japão           | 6    | 8     | 11     | 25  |
| 3     | Catar           | 3    | 1     | 3      | 7   |
| 4     | Arábia Saudita  | 2    | 4     | 1      | 7   |
| 5     | Uzbequistão     | 2    | 2     | 1      | 5   |
| 6     | Omã             | 2    | 2     | 0      | 4   |
| 7     | Cazaquistão     | 1    | 2     | 3      | 6   |
| 8     | Tailândia       | 1    | 4     | 3      | 8   |
| 9     | Irão            | 1    | 1     | 3      | 5   |
| 10    | Barém           | 1    | 2     | 0      | 3   |
| 11    | Síria           | 1    | 1     | 0      | 2   |
| 12    | Taipé Chinesa   | 0    | 2     | 1      | 3   |
| 13    | Malásia         | 0    | 2     | 1      | 3   |
| 14    | Índia           | 0    | 1     | 4      | 5   |
| 15    | Coreia do Norte | 0    | 0     | 2      | 2   |
| 16    | Jordânia        | 0    | 0     | 1      | 1   |
| 17    | Kuwait          | 0    | 0     | 1      | 1   |
| 18    | Tajiquistão     | 0    | 0     | 1      | 1   |
| 19    | Vietname        | 0    | 0     | 1      | 1   |
| Total | Total           | 43   | 43    | 43     | 129 |